# کریس بیس
کریس بیس (زاده ۱۷ نوامبر ۱۹۸۴) داور بازنشسته فوتبال اهل استرالیا است. وی از سال ۲۰۰۵ در ای-لیگ قضاوت کرده و در سال ۲۰۱۱ وارد لیست بین‌المللی فیفا شده و همچنین در مسابقات فوتبال زیر ۲۳ سال آسیا قضاوت کرده‌است.